# 吕灿仁
吕灿仁（1924年—），男，浙江嵊县人，中国工程热物理专家，曾任天津大学教授、博士生导师。